# Yermo (planta)
Yermo es un género monotípico de plantas herbáceas perteneciente a la familia de las asteráceas. Su única especie: Yermo xanthocephalus, es originaria de Wyoming en Estados Unidos.

## Descripción
Es una planta perenne que alcanza un tamaño de 10-30 cm de altura. Los tallos solitarios o en racimos, erectos. Las hojas basales y caulinares (menores distalmente); pecioladas, láminas  palmeadas 3-nervadas (nervios paralelos ±), lanceoladas a ovadas u obovadas, los márgenes enteros o dentados. Capitulescencias discoides, (25-180) en corimbos terminales  en las axilas de las hojas distales. Los involucros cilíndricos, 3-5 mm de diámetro con filarios persistentes,  en 1-2 series de color amarillo brillante; corolas amarillas. Vilano tardíamente cayendo, de  color blanquecino, con cerdas barbadas.

## Taxonomía
Yermo xanthocephalus fue descrita por  Robert D. Dorn    y publicado en Madroño 38(3): 199–201, f. 1. 1991.